# 祖神の松

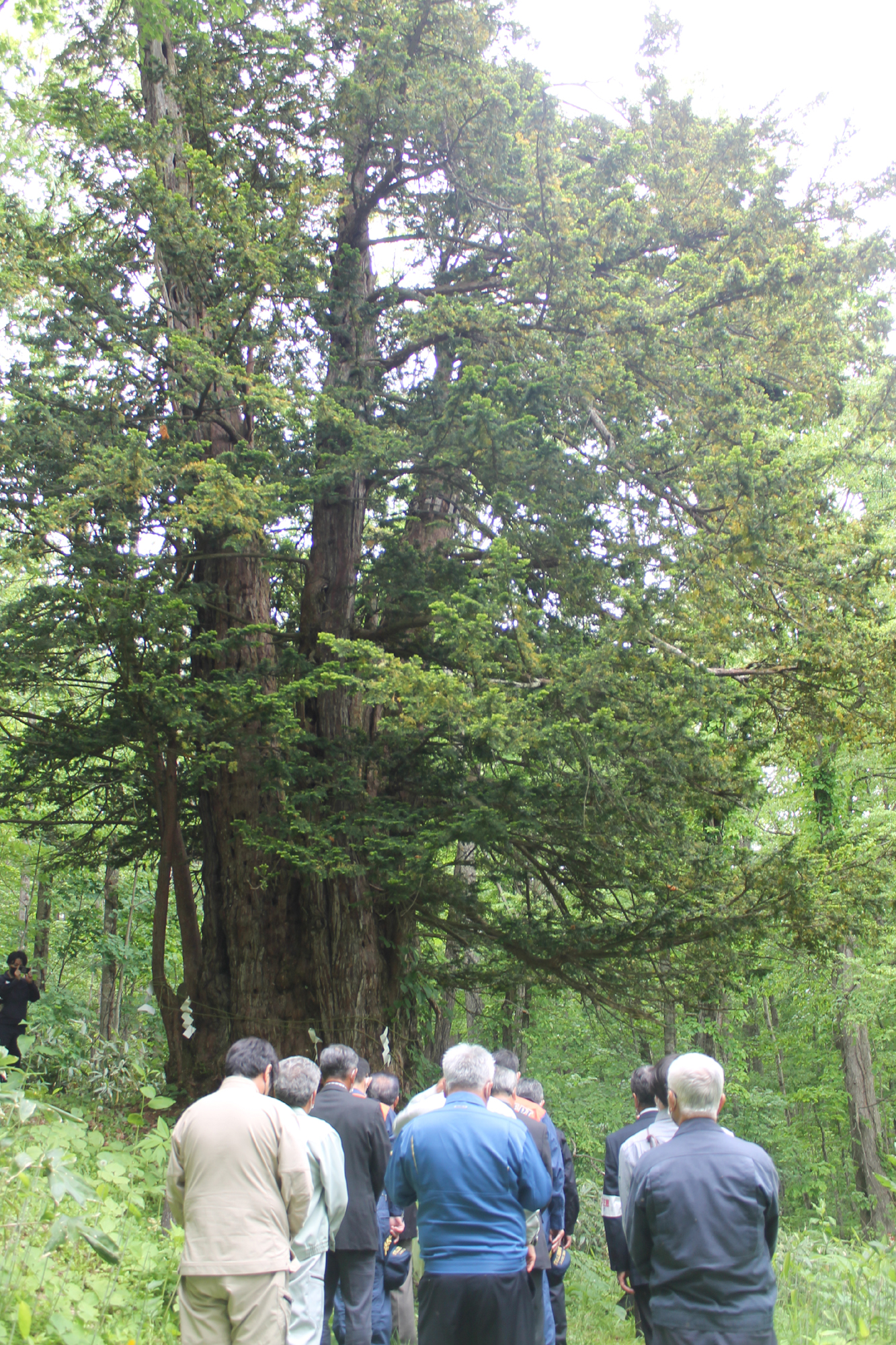
2022年（令和4年）5月31日に祖神の松で実施された林野火災祈願祭の様子

祖神の松（そしんのまつ）は、北海道士別市にある推定樹齢1000年ないし千数百年とされているイチイの巨木である。1988年（昭和63年）に環境庁により行われた「日本の巨樹・巨木林調査」のイチイの中で幹周りが全国第2位の巨木であるとされ、2005年（平成17年）に士別市の指定文化財（種別:天然記念物）、北海道記念保護樹木に指定されている。

## 由来
イチイは日本国内では北海道から九州まで分布し、樺太（サハリン）、千島、朝鮮、中国東北部、アムール、オホーツクなど広範囲に分布する常緑高木である。日本での群生地は北海道に多くみられ、本州中部地方や東北地方にかけての群生地は局地的である。
北海道では他の都府県と違ってクスノキやマツの巨木がほとんどみられない。1988年（昭和63年）に環境庁により行われた「日本の巨樹・巨木林調査」では、幹周り上位20本のうち他の都府県では上位に入ることがないミズナラやイチイがベスト3に登場してくる。
「日本の巨樹・巨木林調査」では、北海道内で合わせて529件の巨木が調査対象となった（単木472件、巨木林57件）。士別市では単木5本（ハルニレ2本、セイヨウハコヤナギ、ヤチダモ、イチイ各1本）が調査され、そのうちの1本が祖神の松である。
祖神の松は士別市西士別町学田（がくでん）の道有林内の傾斜地に生育している。幹周り7.5メートル、直径2.4メートル、樹高18メートル、推定樹齢1000年ないし千数百年とされるイチイの巨木である。「日本の巨樹・巨木林調査」におけるイチイの中で、幹周りが全国第2位の巨木であるとされた
。そして同調査で北海道での調査対象となった巨樹の中においても、ミズナラ（名寄市、幹周り9.1メートル）、トチノキ（七飯町、幹周り8.6メートル）に次いで第3位の巨木である。
祖神の松の存在はかねてから林業関係者の間では知られていて、1951年（昭和26年）に名寄林務署が地元の商工関係者とともに現地調査を実施し、その後、祖神の松と命名された。命名後、林業関係者から山の守護神とされ、毎春、祖神の松の前で林野火災予防と林業における事故防止を願う安全祈願祭が実施されるようになった。
1961年（昭和36年）に北海タイムス社が選定した北海道観光100選に選ばれた。北海道自然環境保全条例により1974年（昭和49年）には北海道記念保護樹木に指定された。そして2005年（平成17年）9月1日には士別市の指定文化財（天然記念物）に指定された。

## 保全事業
1991年（平成3年）、士別市は祖神の松について調査する計画を立て、まず芦別市の黄金水の松など、道内の著名なイチイの木について保護管理、環境等について視察、調査を行い、名寄林務署と協議を行った。その中で倒れる危険性があることが指摘され、専門家に委託して健康状態の確認を行うことになった。調査の中で、地形、土壌、樹勢、根の張り方について把握し、腐食部分への対応策とともに、倒れないようにするためのワイヤーのかけ方について検討された。そして1994年（平成6年）、早急な対応が求められた倒木防止のためのワイヤーの架け替えとともに、防護柵の設置、祖神の松までの遊歩道の整備、案内看板と説明看板の設置が行われた。1996年（平成8年）、改めて樹木医の診断が行われ、幹の根元部分の腐食が進み、樹勢の低下を招いているが、適切な対応がなされれば樹勢の回復も可能であるとの診断がなされた。そこで腐朽の進行を食い止めるために、腐朽部分を取り除いた上で殺菌処理を実施し、空洞にカラマツ製の支柱を立て、空気を遮断するために空間にウレタン樹脂を充填した。
2011年（平成23年）8月、祖神の松は枯死の恐れがあるということで、森林総合研究所の樹木育種センターが行っている、天然記念物に指定された樹木など巨樹、銘木等の後継樹を無料で増殖するサービス「林木遺伝子銀行110番」に、祖神の松の後継樹増殖依頼を行った。2012年（平成24年）2月に枝が採取され、同年5月には接ぎ木が行われた。2016年（平成28年）6月には移植可能となるまで成長した20本の祖神の松の後継樹が士別市に里帰りし、士別市長、教育長らが参列する中で記念植樹が行われた。

## 交通アクセス
所在地
- 士別市西士別町学田 道有林内[13]

交通
- 国道239号線学田から徒歩約30分[14]。